# Guzhu, Guangdong
Guzhu är en köping i sydöstra Kina. Den ligger i Zijin härad i staden Heyuan i provinsen Guangdong, omkring 150 kilometer öster om provinshuvudstaden Guangzhou. Antalet invånare är 47 091. Befolkningen består av 23 115 kvinnor och 23 976 män. Barn under 15 år utgör 23,0 %, vuxna 15-64 år 66 %, och äldre över 65 år 10,0 %.